# لیپوویتسا (لبانه)
لیپوویتسا (به صربی: Lipovica) یک منطقهٔ مسکونی در صربستان است که در لبانه واقع شده‌است. لیپوویتسا ۱۴۷ نفر جمعیت دارد.